# Ambla (obec)
Obec Ambla (estonsky Ambla vald) je bývalá samosprávná jednotka estonského kraje Järvamaa, zahrnující městečka Ambla, Aravete a Käravete a vesnice Jõgisoo, Kukevere, Kurisoo, Mägise, Märjandi, Raka, Rava, Reinevere, Roosna a Sääsküla. Zanikla v roce 2017, kdy byla začleněna do nově ustanovené obce Järva.